# Ясень (гміна Хмельник)
Ясень (пол. Jasień) — село в Польщі, у гміні Хмельник Келецького повіту Свентокшиського воєводства. Населення — 188 осіб (2011).
У 1975—1998 роках село належало до Келецького воєводства.

## Демографія
Демографічна структура на день 31 березня 2011 року:
|          | Загалом | Допрацездатний вік | Працездатний вік | Постпрацездатний вік |
| -------- | ------- | ------------------ | ---------------- | -------------------- |
| Чоловіки | 96      | 21                 | 66               | 9                    |
| Жінки    | 92      | 20                 | 50               | 22                   |
| Разом    | 188     | 41                 | 116              | 31                   |